# Giwi Margwelaschwili

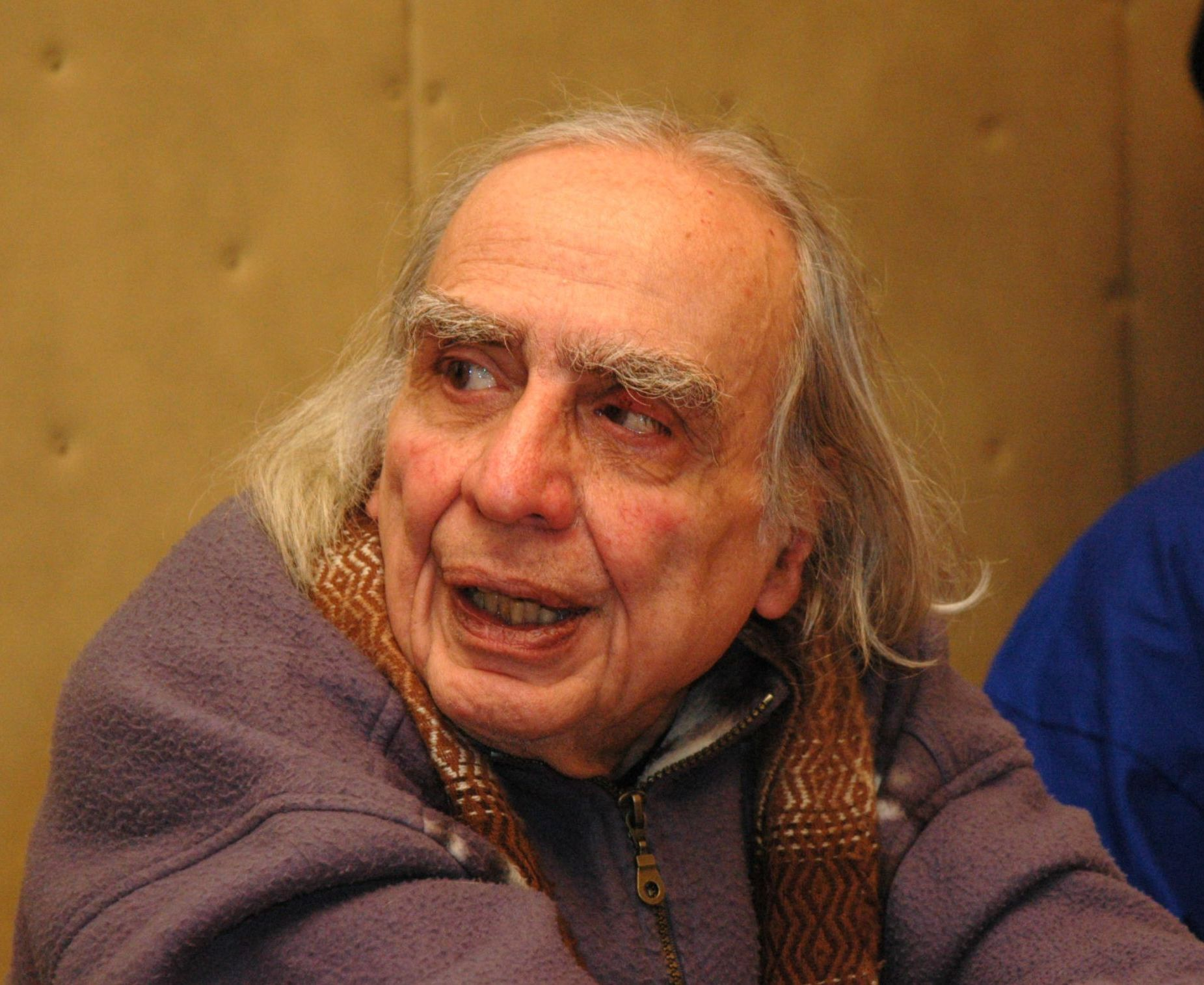
Giwi Margwelaschwili (2008)

Giwi Margwelaschwili (georgisch გივი მარგველაშვილი; * 14. Dezember 1927 in Berlin; † 13. März 2020 in Tiflis, Georgien) war ein deutsch-georgischer Schriftsteller und Philosoph.

## Leben

### Jugend in Deutschland
Er wurde als Sohn des georgischen Intellektuellen Titus von Margwelaschwili geboren, der nach der Besetzung Georgiens durch die Rote Armee 1921 nach Deutschland geflohen war. Von 1939 bis 1942 besuchte er das Fichte-Gymnasium in Berlin-Wilmersdorf, von 1942 bis 1945 das Moltke-Realgymnasium in Berlin-Charlottenburg. Dort schloss er sich der von den Nazis verfolgten Swing-Jugend an. 1944 floh er mit seinem Vater vor der heranrückenden Roten Armee zunächst nach Italien, dann nach Salzburg, kehrte schließlich jedoch wieder nach Berlin zurück. Dort besuchte er bis 1946 das Bismarck-Gymnasium in Wilmersdorf.

### Haft und Verschleppung
Nach dem Krieg lebte die Familie im britischen Sektor Berlins. Ende Februar 1946 wurden Giwi und sein Vater vom sowjetischen Geheimdienst NKWD nach Ost-Berlin gelockt, verhaftet und von Februar bis April 1946 in Kellerbunkern einer sowjetischen Kommandantur in Berlin-Weißensee und in einem Zwischenlager eingesperrt. Anschließend wurde er in das sowjetische Speziallager Nr. 7 Sachsenhausen verbracht. Während der Vater nach Tiflis verschleppt und dort nach acht Monaten Vernehmungen und Folter als angeblicher Verräter erschossen wurde, konnte Giwi das Lager nach 18 Monaten verlassen. Es wurde ihm jedoch nicht erlaubt, nach West-Berlin zurückzukehren. Er musste sich auf Anweisung des NKWD bei Verwandten in Tiflis ansiedeln.

### Germanist in Georgien
Margwelaschwili lernte Georgisch und Russisch, absolvierte das Abitur. Von 1947 bis 1952 studierte er Germanistik an der Staatlichen Universität Tiflis, war anschließend Aspirant am Germanistikum. Von 1957 bis 1970 lehrte er Deutsch und Englisch am Staatlichen Institut für Fremdsprachen. In den 1960er Jahren schrieb er auf Deutsch kurze Prosa, seine großen Romane Muzal. Ein georgischer Roman, Die große Korrektur, Der Kantakt und die fantastische Kapitän Wakusch-Trilogie, die erst nach 1990 in Deutschland erschienen. Außerdem veröffentlichte er – geprägt von Heidegger und Husserl – philosophische Schriften über Phänomenologie.
1969 wurde ihm erstmals seit 22 Jahren erlaubt, für das Tifliser Rustaweli-Theater als Übersetzer in die DDR zu reisen. 1970 veröffentlichte er seine erste wissenschaftliche Arbeit über Die Rolle der Sprache in Heideggers Philosophie. 1971 wurde er an das Institut für Philosophie der Georgischen Akademie der Wissenschaften berufen, besuchte den Dissidenten und Liedermacher Wolf Biermann in Berlin. Deshalb bekam er bis 1987 ein Ausreiseverbot. 1972 traf er Heinrich Böll, der von seiner unveröffentlichten Autobiografie Kapitän Wakusch beeindruckt war. Böll setzte sich für eine Aufhebung des Reiseverbots ein, war aber damit nicht erfolgreich.

### Rückkehr nach Berlin
Seit dem Fall der Berliner Mauer 1989 besuchte er regelmäßig Deutschland, wurde fester Bestandteil der Dichter- und Malerszene in Berlin-Prenzlauer Berg. 1990 wechselte er als Stipendiat des DAAD und der Heinrich-Böll-Stiftung in seine Geburtsstadt, wo er 1993 seinen ständigen Wohnsitz in Berlin-Wedding nahm. Im Dezember 1994 erhielt er die deutsche Staatsangehörigkeit und ein Ehrenstipendium des Bundespräsidenten.
1991 erschien sein erstes autobiografisches Werk, Muzal. Ein georgischer Roman, in Deutschland. Weitere Romane, philosophische Kommentare zu klassischen Autoren und Gedichte folgten. Viele seiner Werke sind bisher noch nicht veröffentlicht. Im September 2007 erschien der Roman Officer Pembry als Auftakt einer Werkausgabe.

### Wieder in Georgien
Nach 21 Jahren in Berlin verlegte Margwelaschwili im November 2011 seinen ständigen Wohnsitz nach Tiflis. Dort arbeitete er weiter an Romanen und Aufsätzen. 2015 erhielt er die georgische Staatsbürgerschaft.
Margwelaschwili war von 1970 bis 1980 mit der Schriftstellerin und Germanistin Naira Gelaschwili verheiratet. Seine Tochter Anna Margwelaschwili (* 1975) ist ebenfalls Germanistin. Margwelaschwili starb im März 2020 im Alter von 92 Jahren in Tiflis.

## Schriftstellerische Eigenart
Zentrales Thema im Werk Margwelaschwilis ist die Philosophie der Schrift, damit auch die Philosophie des Lesens und allgemeiner des Rezipierens, wobei der Schwerpunkt fast immer in der Wirkung der Schrift auf das menschliche Leben und Denken liegt. Typisch ist dabei die Verknüpfung einerseits mit der politischen Philosophie und andererseits der praktischen Philosophie (Ethik, Schicksalstheorien, Handlungstheorien und banale Lebensphilosophien). Hin und wieder ist die Philosophie der Geschichtsschreibung einbegriffen. Das Problem der Integration und des Kulturaustausches wird nur in den großen Romanen als Nebenthema der Philosophie der Schrift fokussiert.
Margwelaschwili entwickelte in den 40 sowjetischen Jahren eine Philosophie und Ästhetik, die die Veränderbarkeit der Welt im Blickpunkt hat. Der Unterschied zwischen Buch- und Realwelt sowie die Vorrangstellung des Zuschauers in beiden Welten waren seine zentralen Themen.
An seinem Stil wird sein Humor und sein kreativ-philosophischer Umgang mit Wort- und Lautspielereien geschätzt.

## Auszeichnungen
1995 war Margwelaschwili Stadtschreiber zu Rheinsberg und wurde mit dem Brandenburgischen Literaturpreis ausgezeichnet. Er wurde Mitglied des PEN-Zentrums Deutschland und bekam ein Stipendium des Bundespräsidenten. An der Universität Bamberg hatte er 1994 die sog. Poetikprofessur inne. Die Berliner Akademie der Künste verlieh ihm den Kunstpreis Berlin für sein Lebenswerk. 2005 erhielt er den Gustav-Regler-Preis der Stadt Merzig, 2006 die Goethe-Medaille des Goethe-Instituts. Er war Ehrendoktor der Staatlichen Universität Tiflis (1998) und Ehrenmitglied der Deutsch-Kaukasischen Gesellschaft. Am 17. November 2008 wurde Giwi Margwelaschwili mit dem Bundesverdienstkreuz am Bande ausgezeichnet. 2013 bekam er den Deutsch-Georgischen Kulturpreis, der zum ersten Mal vergeben wurde und seither nach Giwi Margwelaschwili benannt ist. Ebenfalls 2013 erhielt er den Italo-Svevo-Preis.

## Schriften und Werke
- Sjužetnoe vremja i vremja ekzistencii [Die Sujetzeit und die Zeit der Existenz]. Mecniereba, Tiflis 1976.
- Aksiologiceskoe znacenie razlicija mezdu ekzistencialnym i kategorialnym v chaideggerovskom ontologiceskom ucenii [Das Existenziale und das Kategoriale in der Ontologie Martin Heideggers]. Mecniereba, Tiflis 1979.
- Muzal: ein georgischer Roman. Insel-Verlag, Frankfurt am Main / Leipzig 1991, ISBN 3-458-16192-9.
- Die große Korrektur, Band 1 Das böse Kapitel: Roman. Rütten & Loening, Berlin 1991, ISBN 3-352-00418-8.
- Kapitän Wakusch: autobiographischer Roman. Band 1 In Deuxiland. Südverlag, Konstanz 1991, ISBN 3-87800-012-X, überarbeitete Neuausgabe. Verbrecher Verlag, Berlin 2010, ISBN 978-3-940426-65-9.
- Kapitän Wakusch: autobiographischer Roman. Band 2 Sachsenhäuschen. Südverlag, Konstanz 1992, ISBN 3-87800-013-8, überarbeitete Neuausgabe. Verbrecher Verlag, Berlin 2010, ISBN 978-3-940426-66-6.
- Zuschauerräume: ein historisches Märchen. Maschinenschriftlich, Autoren-Kollegium, Berlin 1991.
- Der ungeworfene Handschuh: ontotextologische Versuche zur Abwehr von Schicksalsschlägen in Buch- und Gedichtweltbezirken. Rütten & Loening, Berlin 1992, ISBN 3-352-00437-4.
- Die Verunsicherung als ontotextologisches Problem. In: Hilmar Hoffmann, Dieter Kramer (Hrsg.): Das verunsicherte Europa. Anton Hain, Frankfurt am Main 1992, ISBN 3-445-08584-6.
- Leben im Ontotext: Poesie – Poetik – Philosophie. federchenverlag, Neubrandenburg 1993, ISBN 3-910170-10-2.
- Gedichtwelten – Realwelten. Otto-Friedrich-Universität Bamberg, Bamberg 1994 (mit Carsten Gansel, Heinz Gockel)
- Ein Stadtschreiber hinter Schloß und Riegel. Kurt-Tucholsky-Gedenkstätte, Rheinsberg 1995.
- Fenomenologiceskie kody soznanija. Centre for Cultural Relations of Georgia Caucasion House, Tbilisi 1998.
- Ja - knižnyj personaž/Ich bin eine Buchperson. Centr Kulturnych Vzaimosvjazej Kavkazkij Dom, Tbilisi 1998.
- Problema kulturnogo mira v ekzistencialnoj ontologii M. Chajdeggera. Centre for Cultural Relations of Georgia Caucasion House, Tiflis 1998.
- Kapitani Vakusi. Kavkasiuri Saxli, Tbilisi N.N., ISBN 99928-71-67-9.
- Mucali. Diogene, Tiflis 2001, ISBN 99928-59-93-8.
- Kapitän Wakusch: autobiographischer Roman. Band 3: Spuraufnahme eines kosmologisch Verschollenen. Kaukasisches Haus, Tbilissi 2006, ISBN 99928-71-86-5.
- Officer Pembry. Verbrecher Verlag, Berlin 2007, ISBN 978-3-940426-08-6.
- Zuschauerräume. Verbrecher Verlag, Berlin 2008, ISBN 978-3-935843-90-4.
- Vom Tod eines alten Lesers. Erzählungen. Verbrecher Verlag, Berlin 2008, ISBN 978-3-940426-14-7.
- Der Kantakt. Aus den Lese-Lebenserfahrungen eines Stadtschreibers. Verbrecher Verlag, Berlin 2008, ISBN 978-3-940426-19-2.
- Philosophie in Aktion. Über Merab Mamardaschwili. In: Sinn und Form. S. 598–602.
- Der verwunderte Mauerzeitungsleser. Ontotextologischer Essay. Verbrecher Verlag, Berlin 2010, ISBN 978-3-940426-33-8.
- Das Lese-Liebeseheglück. Gollenstein Verlag, Saarbrücken 2011, ISBN 978-3-938823-85-9.
- Fluchtästhetische Novelle. Verbrecher Verlag, Berlin 2012, ISBN 978-3-943167-01-6.[12]
- Verfasser unser. Ein Lesebuch. Hrsg. Von Kristina Wengorz und Jörg Sundermeier. Verbrecher Verlag, Berlin 2013, ISBN 978-3-943167-68-9.
- Das Leseleben. Verbrecher Verlag, Berlin 2014, ISBN 978-3-95732-072-8 (Mit Texten aus „Leben im Ontotext“ und „Der ungeworfene Handschuh“ sowie unveröffentlichten Texten. In jedem einzelnen Exemplar sind die Texte und die Illustrationen von Zubinski nach dem Zufallsprinzip geordnet, jedes der Bücher ist somit ein Unikat).
- Die Medea von Kolchis in Kolchos, Roman, Verbrecher Verlag, Berlin 2017, ISBN 978-3-95732-231-9.
- Eine Völkerfriedensstiftung, Erzählung, Verbrecher Verlag, Berlin 2017 (reines E-Book)
- Bedeutungswelten. Giwi Margwelaschwili im Gespräch mit Jörg Sundermeier, Verbrecher Verlag, Berlin 2017, ISBN 978-3-95732-239-5.[13]
- Der Polyp Polymat, in: Sinn und Form, Heft 6/2021, Berlin 2021, ISBN 978-3-943297-62-1
- Der Leselebenstintensee, Roman, Verbrecher Verlag, Berlin 2021, ISBN 978-3-95732-494-8
- Beitrag in: Ralph Schock (Hg.), Nach Kolchis. Faszination Georgien - Reiseimpressionen, Verbrecher Verlag 2021, ISBN 978-3-95732-399-6